# 最後の審判の三連祭壇画 (グルーニング美術館)
『最後の審判の三連祭壇画』（さいごのしんぱんのさんれんさいだんが, 蘭: Laatste Oordeel, 英: The Last Judgment）は、初期フランドル派の巨匠ヒエロニムス・ボス（あるいはボスと工房）が1486年から1510年ごろに制作した絵画である。油彩。主題は『新約聖書』で語られている最後の審判から取られている。両翼の外側はグリザイユで描かれている。帰属については議論がある。現在はブルッヘのグルーニング美術館に所蔵されている。

## 主題
『新約聖書』の「ヨハネによる福音書」や「マタイによる福音書」によると、キリストが再臨する日、すべての死者が蘇って墓の中から這い出てくるとされる。そしてキリストが御使いたちとともに現れて、栄光の座に就き、すべての人々を集めて善人を右に、悪人を左に分けたのち、前者を祝福して天国に入ることを告げ、また後者を呪って地獄に落ち、永遠に刑罰を受けることを宣言するという。

## 作品

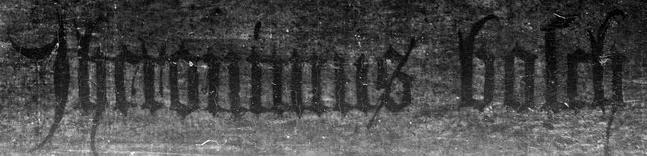
中央パネル右下のヒエロニムス・ボスの署名。

祭壇画の構図はウィーン美術アカデミー所蔵の『最後の審判の三連祭壇画』（Het Laatste Oordeel）やプラド美術館所蔵の『快楽の園』（De tuin der lusten）と類似している。どちらも左翼パネルにエデンの園が、右翼パネルには地獄が描かれている。また扉の外側には他の同時代のフランドルの三連祭壇画と同様、グリザイユで茨の冠を戴冠するキリストが描かれている。
中央パネルには、天球の内側に裁判官としてのキリストが座しており、その両側には最後の審判のラッパを吹き鳴らす天使と聖人たちがいる。白い百合の花と剣はキリストの身振りに従っている。すなわちキリストの右手と百合の花は祝福された魂に対して天に向かって上げられ、キリストの左手と剣は呪われた魂に対して地に向かって下げられている。ボスは最後の審判の典型的なモチーフである死者の復活と魂の選別を意識的に省略したと思われる。キリストが現れるのはすでに地獄と化している罪と愚かさで満ち溢れた生きた世界の上である。彼の下には罰せられる罪人の描写があり、ウィーン美術アカデミーの『最後の審判の三連祭壇画』のように、右翼パネルの地獄の描写に続いている。左翼パネルは天国が描かれている。祝福された魂はピンクのテントを張った舟に乗ってエデンの園に運ばれている。舟が向かう先には不老長寿の泉を象徴する塔が建ってる。この建築物のより明確なバージョンは『快楽の園』に描かれている。
中央パネルは大部分で昆虫のような悪魔たちに占められている。悪魔たちは呪われた者たちを火で焼いたり、不潔な物を食べるなどの罰を与え拷問している。これらの描写はすべてオランダの諺にインスピレーションを得たものである。右翼パネルの地獄の都市は悪魔に包囲されており、遠景に燃え上がる火が見える。
絵画を構成する諸要素はボスの典型的様式を示している。特に独創的な色彩と、鋭く柔軟な筆遣い、象徴性とイメージ豊かなモチーフの組み合わせなどは、ボスの創造性の重要な作例となっている。しかしその反面、いくつかの要因はボスへの帰属に疑問を生じさせている。いずれにしてもボスの様式に非常に近く、魅力的な作品であることに変わりはない。

## 来歴
祭壇画はもともとエミール・グラベ（Émile Gravet）に属し、その後パリの美術商ジャック・セリグマンの手に渡った。1907年に美術収集家でもあったベルギーの元首相アウグスト・ベルナールトによって購入され、ブルッヘ市に寄贈された。1936年に洗浄され、1959年に再び修復された。その際に損傷しているものの、両翼の外側にグリザイユ画が発見された。内部額縁の上部の塗装は失われている。年輪年代学の分析によって1486年以前のものではないことが判明している。

## 影響
2008年のイギリス・アメリカ合衆国による合作映画『ヒットマンズ・レクイエム』（原題：In Bruges）では、主人公がグルーニング美術館を訪れるシーンで本作品が登場している。

## ギャラリー

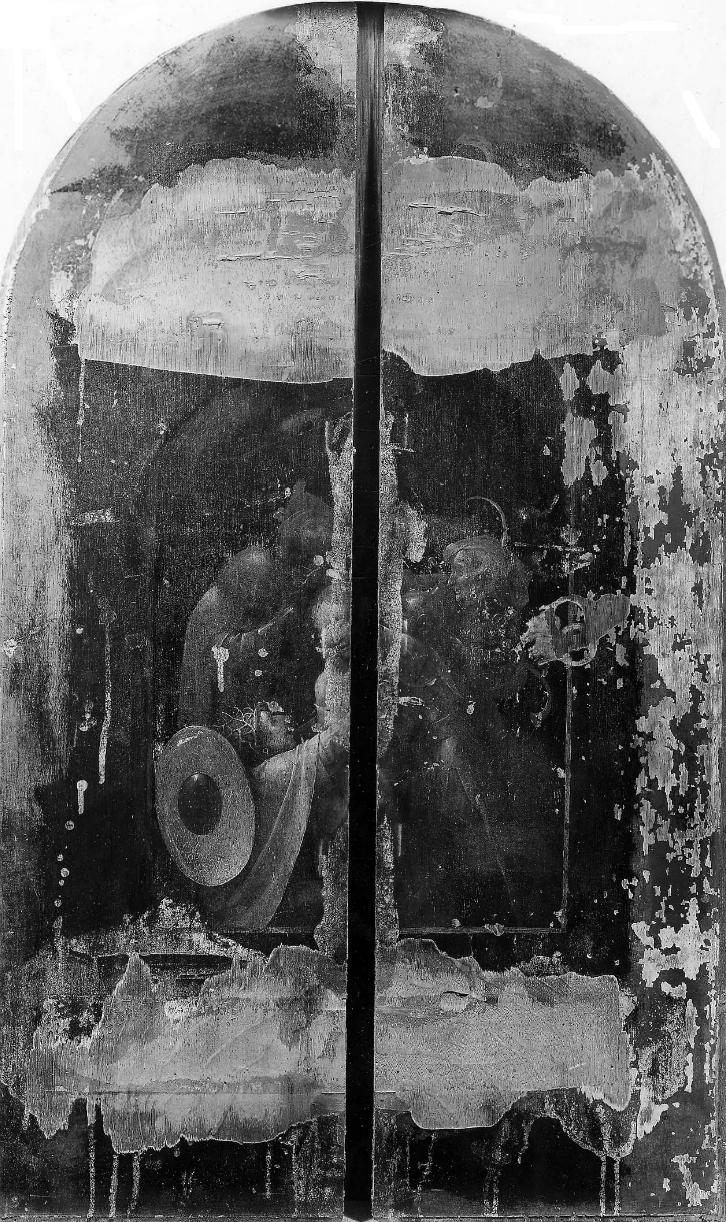
扉に描かれたグリザイユ画
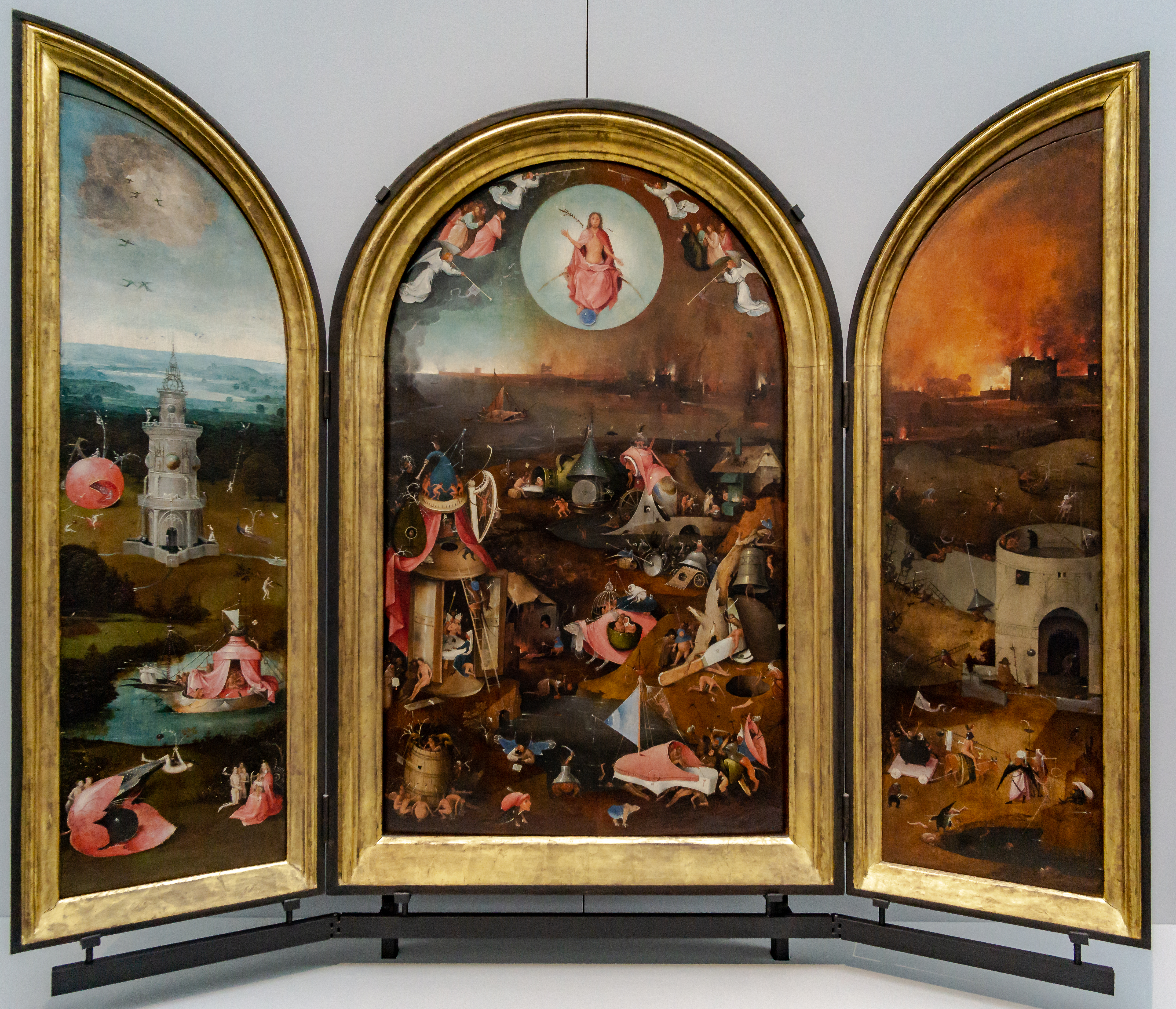
額縁と両翼を開いた様子
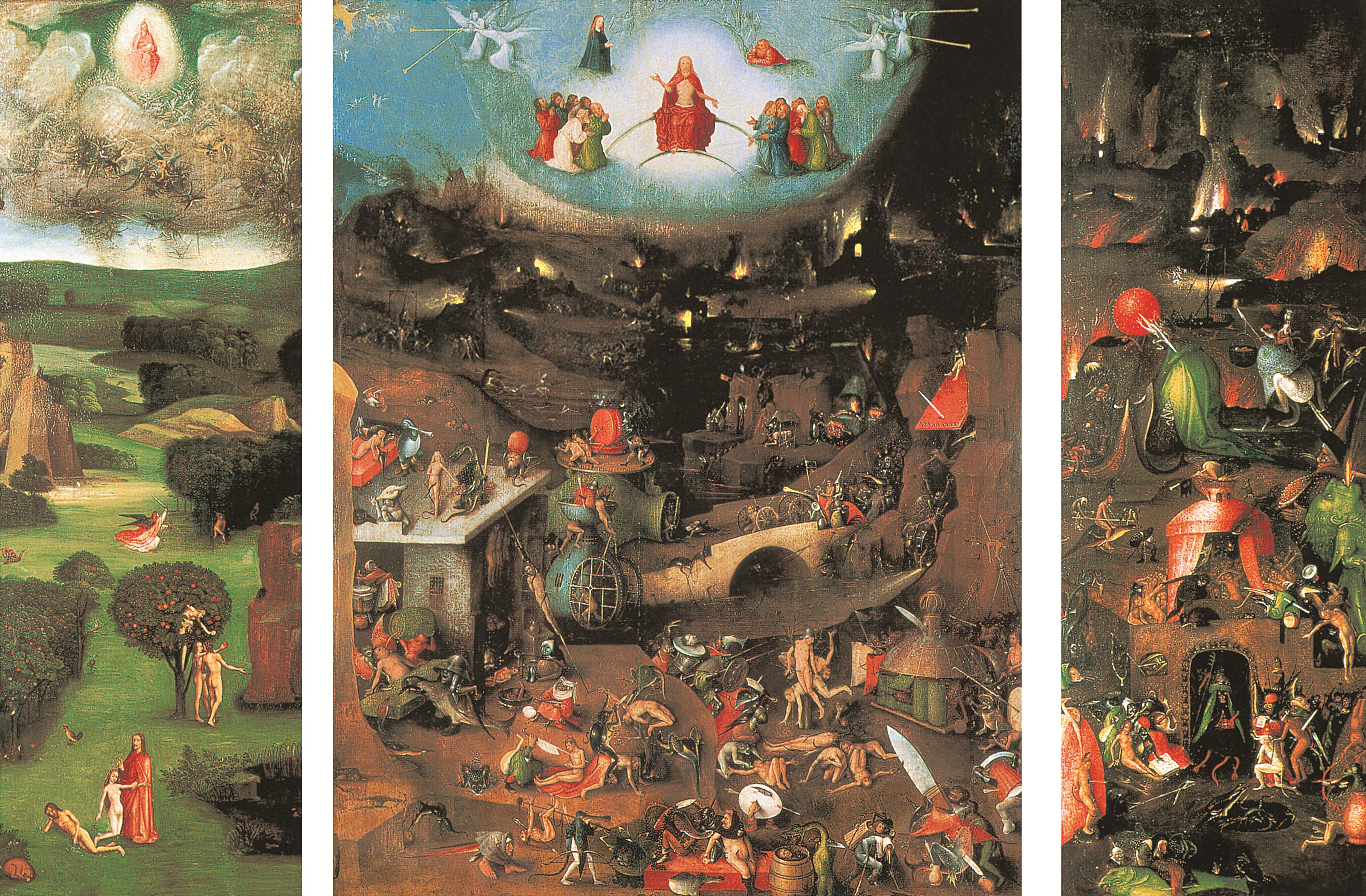
ウィーン版『最後の審判の三連祭壇画』